# Evolution (chanson)
Pour les articles homonymes, voir Évolution.
 (janvier 2012).
Si vous disposez d'ouvrages ou d'articles de référence ou si vous connaissez des sites web de qualité traitant du thème abordé ici, merci de compléter l'article en donnant les références utiles à sa vérifiabilité et en les liant à la section « Notes et références ».
Singles de Ayumi Hamasaki
M
(2000) Never Ever
(2001)
Singles par Ayumi Hamasaki
The Other Side Two 
 The Other Side Three 
 The Other Side Four
(2001) Poker Face / You / Trust / For My Dear... / Depend On You / Whatever / Love ~Destiny~ / To Be
(2001)
Evolution (écrit en minuscules : evolution) est le titre de trois singles de Ayumi Hamasaki, sortis sous divers formats, avec des contenus différents liés à une même chanson originale homonyme : le maxi-CD original, une vidéo VHS et DVD, et un disque vinyle, sortis en 2001.

## Éditions

### Édition originale
Evolution (écrit en minuscules : evolution) est le 20e single de Ayumi Hamasaki sorti sous le label Avex Trax, ou son 21e single au total en comptant Nothing from Nothing.
Le single sort le 31 janvier 2001 au Japon sous le label Avex Trax, produit par Max Matsuura. Il ne sort qu'un mois et demi après le précédent single de la chanteuse : M, et sort le même jour que ses singles de remix The Other Side Two, The Other Side Three, et The Other Side Four. Il atteint la 1re place du classement de l'Oricon. Il se vend à 503 020 exemplaires la première semaine, et reste classé pendant 17 semaines, pour un total de 955 250 exemplaires vendus durant cette période ; il a depuis dépassé le million de ventes. C'est son troisième single à sortir également au format "single-vidéo", quatre mois plus tard. Une autre version du single au format maxi 45 tours vinyle sortira cinq mois plus tard, le 14 juillet 2001.
Bien que officiellement présenté comme un single, le disque contient en fait dix titres, pour un total de plus d'une heure d'écoute : la chanson-titre, six versions remixées en plus de sa version instrumentale, et deux remixes des titres Surreal et End of the World de l'album Duty.
La chanson-titre est la deuxième chanson dont la musique est aussi écrite par Ayumi Hamasaki, sous le pseudonyme Crea. Elle est régulièrement interprétée lors de ses concerts. Elle a été utilisée comme thème musical pour une campagne publicitaire pour la marque Kose Visee. Elle figurera sur l'album I Am... qui sort un an plus tard, ainsi que sur les compilations A Best 2: White de 2007 et A Complete: All Singles de 2008. Elle sera également remixée sur trois albums de remix de 2001 et 2002 : Super Eurobeat presents ayu-ro mix 2, Cyber Trance presents ayu trance, et Ayu-mi-x 4 + selection Non-Stop Mega Mix Version.
Toutes les paroles sont écrites par Ayumi Hamasaki, toute la musique est composée par CREA sauf 4 (Y. Hishino) et 7 (K. Kikuchi).
| 1.  | Evolution "Original Mix" (evolution…)                 | Mix : Koji Morimoto    | 4:43 |
| 2.  | Evolution "Dub's Floor Remix Transport 004"           | Izumi "D.M.X" Miyazaki | 7:38 |
| 3.  | Evolution "DJ Remo-con Remix" (… "DJ REMO-CON REMIX") | DJ Remo-con            | 8:44 |
| 4.  | End of the World "Laugh & Peace MIX"                  | Laugh & Peace          | 6:53 |
| 5.  | Evolution "Boom Bass Ayumix" (… "BOOM BASS Ayumix")   | DJ-Masa                | 4:05 |
| 6.  | Evolution "Oriental Hot SPA"                          | Kikou Uehara           | 7:17 |
| 7.  | Surreal "nicely nice electron '00 remix"              | Seiki Sato             | 5:02 |
| 8.  | Evolution "Huge terrestrial birth mix"                | Huge                   | 5:22 |
| 9.  | Evolution "Law is Q mix" (… "LAW IS Q mix")           | Ram Rider              | 7:32 |
| 10. | Evolution "Original Mix" (Instrumental)               | Mix : Koji Morimoto    | 4:40 |

### Édition vidéo
Vidéos par Ayumi Hamasaki
M
(2001)
Evolution (evolution) est le troisième et dernier "single vidéo" de Ayumi Hamasaki.
Il sort le 13 juin 2001 au Japon sous le label Avex Trax, aux formats VHS et DVD, quatre mois après le précédent single vidéo de la chanteuse : M. Il contient le clip vidéo et le clip publicitaire de la chanson-titre du 20e single CD homonyme de Hamasaki sorti quatre mois auparavant, le 31 janvier 2001.
| 1. | Evolution                  |  |
| 2. | Evolution (TV-CM)          |  |
| 3. | Evolution (off shot flash) |  |

### Édition vinyle
Singles par Ayumi Hamasaki
M
(2001) Never Ever
(2001)
Evolution (evolution) est un maxi 45 tours au format vinyle de Ayumi Hamasaki.
Il sort en édition limitée le 14 juillet 2001 au Japon sous le label indépendant Rhythm Republic affilié à Avex Trax. Il sort le même jour que la version vinyle du single M. 
Il contient la chanson-titre précédée de deux de ses versions remixées, dont une inédite par Razor ; la chanson-titre et l'autre version étaient déjà parus sur le 20e single CD homonyme de la chanteuse sorti cinq mois auparavant, le 31 janvier 2001.
| 1. | Evolution "Razor's Main Mix" | Razor | 9:27 |

| 1. | Evolution "Oriental Hot SPA" | Kikou Uehara        | 7:17 |
| 2. | Evolution "Original Mix"     | Mix : Koji Morimoto | 4:43 |

Deux versions du remix inédit seront éditées sur un vinyle promotionnel aux États-Unis le 12 août 2001 : Evolution "Razor's Club Mix" et Evolution "Razor's Dub".